# Дан реке Саве
Дан реке Саве, једне од најзанимљивијих и најсложенијих река у Европи, обележава се 1. јуна у четири земље слива реке Саве - Словенији, Хрватској, Босни и Херцеговини и Србији. Обележен је с циљем промоције изузетне еколошке вредности и економских потенцијала у сливу реке Саве, одрживог коришћења, значај добре регионалне сарадње која доприноси бољем стању воде и водног екосистема, а самим тим и бољем квалитету живота становништва у сливу Саве.

## Историја
Дан реке Саве обележава се сваког 1. јуна од 2007. године када је службено проглашен од стране Савске комисије. Овај празник је установљен са циљем промовисања значаја реке Саве, њених изузетних еколошких вредности и социо-економског потенцијала. То је основни документ којим се наглашава важност прекограничног сагледавања и сарадње влада, институција и појединаца за одрживи развој сливног подручја реке Саве.

### Савска комисија
Споразум који су, под покровитељством Пакта за стабилност Југоисточне Европе, потписале 4 земље кроз који Сава протиче, ступио је на снагу  2004. године. Сачињен је у складу са Оквирном директивом Европске уније о водама, а обједињује и елементе Београдске и Софијске конвенције о Дунаву. На основу споразума, формирана је и Савска комисија, као стално радно тела задужено за  спровођење споразума, чије је седиште у Загребу. Оквирни споразум је први међудржавни  документ у региону, након 90-тих, па има и политички значај, јер су земље у сливу Саве показале спремност да сарађују у очувању природних вредности и ресурса, објашњава директор канцеларије Међународне уније за заштиту природе за југоисточну Европу у Београду Борис Ерг.

## O реци Сави
Река Сава настаје спајањем две реке у Словенији - Саве Бохињке и Саве Долинке. У изворишном делу Сава је широка свега неколико метара, а на ушћу у Дунав у Београд, широка је скоро 300 метара. Дуж свог тока од 926 километара, Сава садржи читав низ различитих речних станишта и прима воду из скоро 250 притока. У изворишном делу је права крашка река, брза, дивља и бистра, а према ушћу је спорија и мутнија. Сава пролази кроз четири државе - Словенију, Хрватску, Босну и Херцеговину и Србију, спајајући три главна града: Љубљану, Загреб и Београд. Сава је изузетно вредна за све земље кроз које тече, а у односу на реке западне Европе, веома је добро очувана. Доноси нам воду која значи живот не само за човека, већ и за многа друга жива бића. Изворишта великих градова уз Саву зависе о количини и квалитету воде коју Сава доноси. Захваљујући доброј очуваности, у реци и дуж реке Саве налазимо многе ретке и угрожене врсте и станишта. Реку Саву карактерише изузетна биолошка и предеона разноврсност. Њено сливно подручје садржи велике површине готово нетакнутих речних мочвара са пространим низијским шумама, које ублажавају поплаве, пречишћавају воду и чувају биолошку разноврсност. Укључује и многа важна подручја за живот птица и биљака, заштићена подручја од националног и међународног значаја.